# Philippe Médard
Philippe Médard, beceneve Mémé (Meslay-du-Maine, 1959. június 10. – Párizs, 2017. szeptember 29.) olimpiai bronzérmes francia kézilabdázó.

## Pályafutása
Az 1992-es barcelonai olimpián bronzérmes lett a francia válogatottal. Hét francia bajnoki címet és egy francia kupa győzelmet szerzett.

## Sikerei, díjai
- Olimpiai játékok
  - bronzérmes: 1992, Barcelona
- Francia bajnokság
  - bajnok (7): 1980 (Stella Sports Saint-Maur), 1982, 1985, 1986, 1987 (USM Gagny), 1990, 1991 (USAM Nîmes)
- Francia kupa
  - győztes (1): 1987 (USM Gagny)